# Flandern-Rundfahrt 2015
Die Flandern-Rundfahrt 2015 war die 99. Austragung dieses Radsportklassikers und fand am 27. März 2015 statt. Das Rennen wurde an einem Sonntag, genau eine Woche vor dem Klassiker Paris–Roubaix, ausgetragen. Das Eintagesrennen war Teil der UCI WorldTour 2015 und innerhalb dieser das achte von 28 Rennen. Außerdem war es das zweite von fünf Monumenten des Radsports der Saison 2015. Die Gesamtdistanz des Rennens betrug 264,2 Kilometer. Es siegte der Norweger Alexander Kristoff aus der russischen Mannschaft Katusha vor dem Niederländer Niki Terpstra aus der belgischen Mannschaft Etixx-Quick Step und dem Belgier Greg Van Avermaet aus der US-amerikanischen Mannschaft BMC.
Für Alexander Kristoff war es der erste Sieg bei der Flandern-Rundfahrt und bereits der zweite Sieg bei einem der Monumente des Radsports nach dem Gewinn von Mailand–Sanremo 2014. Darüber hinaus war er der erste Norweger, der die Flandern-Rundfahrt für sich entschied.

## Teilnehmer

### Überblick
| 17 UCI WorldTeams AG2R La Mondiale (ALM) Astana Pro Team (AST) BMC Racing Team (BMC) Etixx-Quick Step (EQS) FDJ (FDJ) IAM Cycling (IAM) | Team Katusha (KAT) Lampre-Merida (LAM) Lotto Soudal (LTS) Movistar Team (MOV) Orica GreenEdge (OGE) Team Sky (SKY) | Team Cannondale-Garmin (TCG) Tinkoff-Saxo (TCS) Trek Factory Racing (TFR) Team Giant-Alpecin (TGA) Team Lotto NL-Jumbo (TLJ) |
| 8 UCI Professional Continental Teams Androni Giocattoli (AND) Bora-Argon 18 (BOA) Cofidis, Solutions Crédits (COF)                      | Team Europcar (EUC) MTN-Qhubeka (MTN) Roompot Oranje Peloton (ROP)                                                 | Topsport Vlaanderen-Baloise (TSV) Wanty-Groupe Gobert (WGG)                                                                  |

Startberechtigt waren die 17 UCI WorldTeams der Saison 2015. Zusätzlich vergab der Veranstalter Wildcards an acht UCI Professional Continental Teams. Die 25 teilnehmenden Mannschaften traten mit jeweils acht Fahrern an, mit Ausnahme des Teams Cofidis, das nur mit sieben Fahrern startete. Dadurch ergab sich ein Starterfeld von insgesamt 199 Fahrern aus 32 Nationen. Unter den Fahrern befanden sich 18 Deutsche, drei Österreicher und fünf Schweizer.

### Favoriten
Einer der Favoriten auf den Sieg war der Brite Geraint Thomas (SKY). Mit dem Erfolg beim E3 Harelbeke konnte er bereits einen Klassiker im Rahmen der WorldTour 2015 gewinnen. Auch der Zweitplatzierte in jenem Rennen, Zdeněk Štybar (EQS), hatte gute Chancen auf den Sieg. Weitere Siegesaspiranten waren Niki Terpstra (EQS), der Sieger des Klassikers Paris–Roubaix 2014, und Sep Vanmarcke (TLJ), der mit dem dritten Platz im Vorjahr bereits auf dem Podium bei der Flandern-Rundfahrt stand. Durch seine guten Ergebnisse in den vorherigen Ausgaben ist auch der Belgier Greg Van Avermaet (BMC) ein Mitfavorit gewesen. Er belegte 2012 den vierten, 2013 den siebten und 2014 den zweiten Platz. Außerdem hatten auch der Slowake Peter Sagan (TCS), der Zweitplatzierte von 2013, und der Norweger Alexander Kristoff (KAT), Sieger von Mailand–Sanremo 2014, gute Chancen auf den Sieg. Zum erweiterten Favoritenkreis zählten ebenfalls Jürgen Roelandts (LTS), John Degenkolb (TGA), Sieger von Mailand–Sanremo 2015, und Jelle Wallays (TSV).
Mit Stijn Devolder (TFR), Sieger von 2008 und 2009, war nur ein ehemaliger Gewinner der Flandern-Rundfahrt am Start. Die beiden Klassikerspezialisten, Tom Boonen (EQS) und Titelverteidiger Fabian Cancellara (TFR), konnten aufgrund von Verletzungen nicht an dieser Ausgabe teilnehmen. Boonen stürzte bei der 1. Etappe von Paris–Nizza, Cancellara beim E3 Harelbeke. Beide gewannen das Rennen jeweils schon dreimal.

## Strecke

### Streckenführung
Im Vergleich zum Vorjahr wurden zwei „Hellingen“ mehr befahren. Der Tiegemberg und der Berendries kamen zurück in das Programm des Rennens. Dadurch wurden insgesamt 19 anstatt 17 „Hellingen“ passiert. Die Gesamtdistanz des Rennens erhöhte sich um 4,4 Kilometer von 259,8 Kilometer auf 264,2 Kilometer.
Das Rennen startete in der Stadt Brügge. Von dort aus führte die Strecke in Richtung Süden. Der Parcours verlief im ersten Teil auf flachen Terrain. Nach 87,2 Kilometern erreichten die Fahrer die erste „Helling“, den Tiengemberg. Nach knapp 100 Kilometern wurde zum ersten Mal der Zielort Oudenaarde passiert. Kurz darauf gab es dort die erste Verpflegungszone bei Kilometer 102,7. Die zweite „Helling“ folgte bei Kilometer 112,2, es wurde der Oude Kwaremont zum ersten Mal befahren. Bis etwa zur Hälfte des Rennens wurden noch drei weitere „Hellingen“ passiert. Dies waren der Kortekeer, der Eikenberg und der Wolvenberg. Im Anschluss daran standen die drei flachen Pavé-Sektoren, Ruiterstraat, Kergate und Holleweg, auf dem Plan. Nachdem bei Kilometer 145,8 der Molenberg erreicht wurde, folgten mit Paddestraat und Haaghoek zwei weitere flache Kopfsteinpflaster-Abschnitte. Darauf erreichten die Fahrer innerhalb der nächsten 23 Kilometer die „Hellingen“ sieben bis zehn: Leberg, Berendries, Valkenberg und Kaperij. Nach 188,8 Kilometern gab es die zweite Verpflegungszone in Flobecq. Wenige Kilometer später wurde der Kanarieberg passiert. Darauf folgte die zweite Passage der Oude Kwaremont sowie die erste des Paterbergs. Die nächste „Helling“ war der Koppenberg. Dieser und der Paterberg waren mit maximalen Steigungen von über 20 Prozent die steilsten Anstiege des Tages. Im Anschluss daran folgte der Pavé-Sektor Mariaborrestraat bei Kilometer 223,7. Es folgten mit Steenbeekdries, Taaienberg und Kruisberg/Hotond die nächsten drei „Hellingen“. Danach ging es auf eine kleine Runde, auf der der Oude Kwaremont zum dritten Mal und der Paterberg zum zweiten Mal befahren wurde. Dies waren die letzten beiden Hellingen des Tages. Vom letzten Anstieg bei Kilometer 251,0 folgten noch 13,2 flache Kilometer bis zum Ziel. Das Rennen endete nach 264,2 Kilometern in der Stadt Oudenaarde.
Während des Rennens wurden, in chronologischer Reihenfolge nach dem ersten Befahren, die Provinzen Westflandern, Ostflandern in der Flämischen Region und Hennegau in der Wallonischen Region durchquert.

### „Hellingen“
Während des Rennens wurden 16 verschiedene „Hellingen“ befahren. Da einige davon allerdings mehrfach passiert wurden, gab es insgesamt 19 Anstiege.
| Nr. | Anstieg (Passage)      | Kilometer vom Start | Kilometer zum Ziel | Länge  | davon Pavé-Sektor | durchschnittliche Steigung | maximale Steigung |
| --- | ---------------------- | ------------------- | ------------------ | ------ | ----------------- | -------------------------- | ----------------- |
| 1   | Tiegemberg (1/1)       | 087,2               | 177,0              | 0750 m | –                 | 05,6 %                     | 09,0 %            |
| 2   | Oude Kwaremont (1/3)   | 112,2               | 152,0              | 2200 m | 1500 m            | 04,0 %                     | 11,6 %            |
| 3   | Kortekeer (1/1) a      | 122,5               | 141,7              | 000? m | 000? m            | 00,? %                     | 00,? %            |
| 4   | Eikenberg (1/1)        | 130,0               | 134,2              | 1200 m | 1200 m            | 05,2 %                     | 10,0 %            |
| 5   | Wolvenberg (1/1)       | 133,1               | 131,1              | 0645 m | –                 | 07,9 %                     | 17,3 %            |
| 6   | Molenberg (1/1)        | 145,8               | 118,4              | 0463 m | 0300 m            | 07,0 %                     | 14,2 %            |
| 7   | Leberg (1/1)           | 166,3               | 097,9              | 0950 m | –                 | 04,2 %                     | 13,8 %            |
| 8   | Berendries (1/1)       | 170,4               | 093,8              | 0940 m | –                 | 07,0 %                     | 12,3 %            |
| 9   | Valkenberg (1/1)       | 175,7               | 088,5              | 0540 m | –                 | 08,1 %                     | 12,8 %            |
| 10  | Kaperij (1/1)          | 186,3               | 077,9              | 1000 m | –                 | 05,5 %                     | 09,0 %            |
| 11  | Kanarieberg (1/1)      | 193,7               | 070,5              | 1000 m | –                 | 07,7 %                     | 14,0 %            |
| 12  | Oude Kwaremont (2/3)   | 209,6               | 054,6              | 2200 m | 1500 m            | 04,0 %                     | 11,6 %            |
| 13  | Paterberg (1/2)        | 213,0               | 051,2              | 0360 m | 0360 m            | 12,9 %                     | 20,3 %            |
| 14  | Koppenberg (1/1)       | 219,6               | 044,6              | 0600 m | 0600 m            | 11,6 %                     | 22,0 %            |
| 15  | Steenbeekdries (1/1)   | 225,0               | 039,2              | 0700 m | –                 | 05,3 %                     | 06,7 %            |
| 16  | Taaienberg (1/1)       | 227,5               | 036,7              | 0530 m | 0500 m            | 06,6 %                     | 15,8 %            |
| 17  | Kruisberg/Hotond (1/1) | 237,7               | 026,5              | 2500 m | 0450 m            | 05,0 %                     | 09,0 %            |
| 18  | Oude Kwaremont (3/3)   | 247,5               | 016,7              | 2200 m | 1500 m            | 4,0 %                      | 11,6 %            |
| 19  | Paterberg (2/2)        | 251,0               | 013,2              | 0360 m | 360 m             | 12,9 %                     | 20,3 %            |

### Pavé-Sektoren
Das Rennen umfasste neben den Kopfsteinpflaster-Abschnitten an den „Hellingen“ sechs verschiedene flache Pavé-Sektoren, die jeweils einmal befahren wurden.
| Pavé-Sektor      | Kilometer vom Start | Kilometer zum Ziel | Länge  |
| ---------------- | ------------------- | ------------------ | ------ |
| Ruiterstraat     | 133,2               | 131,0              | 0800 m |
| Kerkgate         | 136,5               | 127,7              | 2650 m |
| Holleweg         | 139,1               | 125,1              | 0350 m |
| Paddestraat      | 150,8               | 113,4              | 2300 m |
| Haaghoek         | 163,3               | 100,9              | 2000 m |
| Mariaborrestraat | 223,7               | 040,5              | 2000 m |

## Rennverlauf
Während des Rennens herrschten Temperaturen um zehn Grad Celsius, Sonnenschein und niedrige Windgeschwindigkeiten, die keinerlei Einfluss auf das Renngeschehen hatten. Um 10:15 Uhr startete das Rennen in Brügge. Nach 9,2 neutralisierten Kilometern erfolgte um 10:30 Uhr der scharfe Start. Die Ausreißergruppe des Tages hatte sich etwa eine Stunde nach Rennbeginn formiert. Sie bestand vorerst aus Damien Gaudin (ALM), Ralf Matzka (BOA), Matthew Brammeier (MTN), Dylan Groenewegen (ROP) und Jesse Sergent (TFR). Etwas später sind Marco Frapporti (AND) und Lars Bak (LTS) hinzugestoßen und die siebenköpfige Spitzengruppe stand. Somit war kein Belgier in der Fluchtgruppe. Die erste „Helling“, den Tiegemberg, erreichten sie mit 6:30 Minuten Vorsprung. Im Peloton wurde der Abstand von den Mannschaften Sky und IAM kontrolliert. Währenddessen gab es vereinzelte Attacken, unter anderem von Preben Van Hecke (TSV) und von André Greipel (LTS), die aber problemlos eliminiert wurden. Eine Veränderung der Rennsituation brachte erst der Angriff von Bak aus der Führungsgruppe heraus an der zehnten „Helling“, dem Kaperij. Ihm konnte nur Gaudin folgen. Nach dem Kanarieberg bildete sich eine Verfolgergruppe um etwa zehn Fahrer aus dem Peloton, die ihren Vorsprung aber nicht lange halten konnte. Bak und Gaudin wurden schließlich während der ersten Passage des Paterbergs 51 Kilometer vor dem Ziel eingeholt. Die nächsten „Helling“, den Koppenberg, konnte Greipel mit einem kleinen Vorsprung als Erster passieren. Im Anstieg und in der Abfahrt gab es weitere Ausreißversuche. Während der Abfahrt lief das Feld um die Favoriten mit rund 40 Fahrern aber wieder zusammen. Weitere Angriffe innerhalb der nächsten Kilometer waren ebenfalls erfolglos.
Etwa 30 Kilometer vor dem Ziel gab es am Kruisberg den rennentscheidenden Angriff durch den Niederländer Niki Terpstra (EQS). Ihm konnte nur Alexander Kristoff (KAT) folgen. Die beiden hatten schnell eine halbe Minute Vorsprung. Bei der dritten Passage des Oude Kwaremonts gab es einen Angriff von Geraint Thomas (SKY), dem Zdeněk Štybar (EQS) folgte. Die beiden konnten sich allerdings nicht absetzen. Dies gelang dann aber Greg Van Avermaet (BMC) und Peter Sagan (TCS) am Paterberg. An dessen Gipfel lagen sie etwa 20 Sekunden hinter dem führenden Duo. Bis zum Ziel änderte sich an dieser Situation nicht mehr fiel. Terpstra und Kristoff lagen vor den beiden Verfolgern Van Avermaet und Sagan in Führung. Im Zielsprint war Kristoff gegenüber Terpstra klar überlegen und konnte das Rennen für sich entscheiden. Dahinter gelang es Van Avermaet, Sagan abzuhängen und bis auf sieben Sekunden an die beiden Ersten heranzufahren. Sagan kam mit 16 Sekunden Rückstand ins Ziel. Auf den Plätzen fünf und sechs lagen Tiesj Benoot (LTS) und Lars Boom (AST), die am Ende 36 Sekunden zurücklagen. Dahinter kam ein achtköpfiges Feld ins Ziel, aus dem John Degenkolb (TGA) den Sprint gewann und auf den siebten Rang landete.
Während des Rennens gab es einige ungewöhnliche Zwischenfälle. Jesse Sergent, der in der Spitzengruppe fuhr, wurde nach rund 100 Kilometern von einem neutralen Materialwagen umgefahren. Er musste das Rennen daraufhin mit einem Schlüsselbeinbruch aufgeben. Bei einem anderen Vorfall, rund 20 Kilometer später, war ebenfalls ein neutraler Materialwagen beteiligt. Als ein FDJ-Teamwagen anhielt, um Sébastien Chavanel, der mit einem Defekt am Straßenrand stand, zu unterstützen, fuhr der neutrale Materialwagen auf das Heck des FDJ-Teamwagens auf. Darauf fuhr das FDJ-Auto Chavanel, einen Fahrer aus der eigenen Mannschaft, um. Der Athlet kam ohne Verletzung davon und bei beiden Fahrzeugen blieb es bei Blechschäden. Darüber hinaus ist ein Werbebogen rund 60 Kilometer vor dem Ziel zusammengefallen als das Fahrerfeld darunter durchfuhr. Dieser Zwischenfall endete für alle Fahrer unbeschadet und ohne Sturz.

## Ergebnis

### UCI WorldTour
Die Flandern-Rundfahrt war innerhalb der UCI WorldTour 2015 ein Rennen der 3. Kategorie. Deshalb erhielten die zehn besten Fahrer – vorausgesetzt sie fahren für ein UCI WorldTeam – Punkte für das UCI WorldTour Ranking mit folgender Punkteverteilung:
| Platzierung | 1.  | 2. | 3. | 4. | 5. | 6. | 7. | 8. | 9. | 10. |
| Punkte      | 100 | 80 | 70 | 60 | 50 | 40 | 30 | 20 | 10 | 4   |

### Endstand
Von den 199 gemeldeten Fahrern gingen alle an den Start, von denen 133 im Ziel angekommen sind.
| Platz | Fahrer             | Nation | Team               | Zeit                    | Punkte |
| ----- | ------------------ | ------ | ------------------ | ----------------------- | ------ |
| 01.   | Alexander Kristoff | NOR    | Team Katusha       | 6:26:32 h (41,011 km/h) | 100    |
| 02.   | Niki Terpstra      | NED    | Etixx-Quick Step   | gleiche Zeit            | 080    |
| 03.   | Greg Van Avermaet  | BEL    | BMC Racing Team    | + 0:07 min              | 070    |
| 04.   | Peter Sagan        | SVK    | Tinkoff-Saxo       | + 0:16 min              | 060    |
| 05.   | Tiesj Benoot       | BEL    | Lotto Soudal       | + 0:36 min              | 050    |
| 06.   | Lars Boom          | NED    | Astana Pro Team    | gleiche Zeit            | 040    |
| 07.   | John Degenkolb     | GER    | Team Giant-Alpecin | + 0:49 min              | 030    |
| 08.   | Jürgen Roelandts   | BEL    | Lotto Soudal       | gleiche Zeit            | 020    |
| 09.   | Zdeněk Štybar      | CZE    | Etixx-Quick Step   | gleiche Zeit            | 010    |
| 10.   | Martin Elmiger     | SUI    | IAM Cycling        | gleiche Zeit            | 004    |